# Cervara di Roma
Cervara di Roma település Olaszországban, Lazio régióban, Róma megyében. Lakosainak száma 449 fő (2023. január 1.). Cervara di Roma Agosta, Arsoli, Camerata Nuova, Marano Equo, Rocca di Botte és Subiaco községekkel határos.

## Népesség
A település lakossága az elmúlt években az alábbi módon változott:
| Lakosok száma | 448  | 438  | 449  |
|               | 2017 | 2018 | 2023 |